# Liber floridus
Le Liber floridus (Livre fleuri en latin) est un ouvrage encyclopédique médiéval, manuscrit et enluminé. Il a été composé par Lambert de Saint-Omer (en latin : Lambertus de Sancto Audomaro), chanoine de la cathédrale Notre-Dame de Saint-Omer dans le Pas-de-Calais, Nord de la France.
Le manuscrit de 1120, rédigé de la main même de Lambert, a été transféré très tôt à l'abbaye Saint-Bavon de Gand, sans doute vers 1136 et est maintenant conservé à la bibliothèque de l'université de Gand. L'importance de ce livre se mesure notamment au fait qu'il s'en est fait des copies jusqu'à quatre siècles plus tard (voir ci-dessous).  

## Le manuscrit de Gand

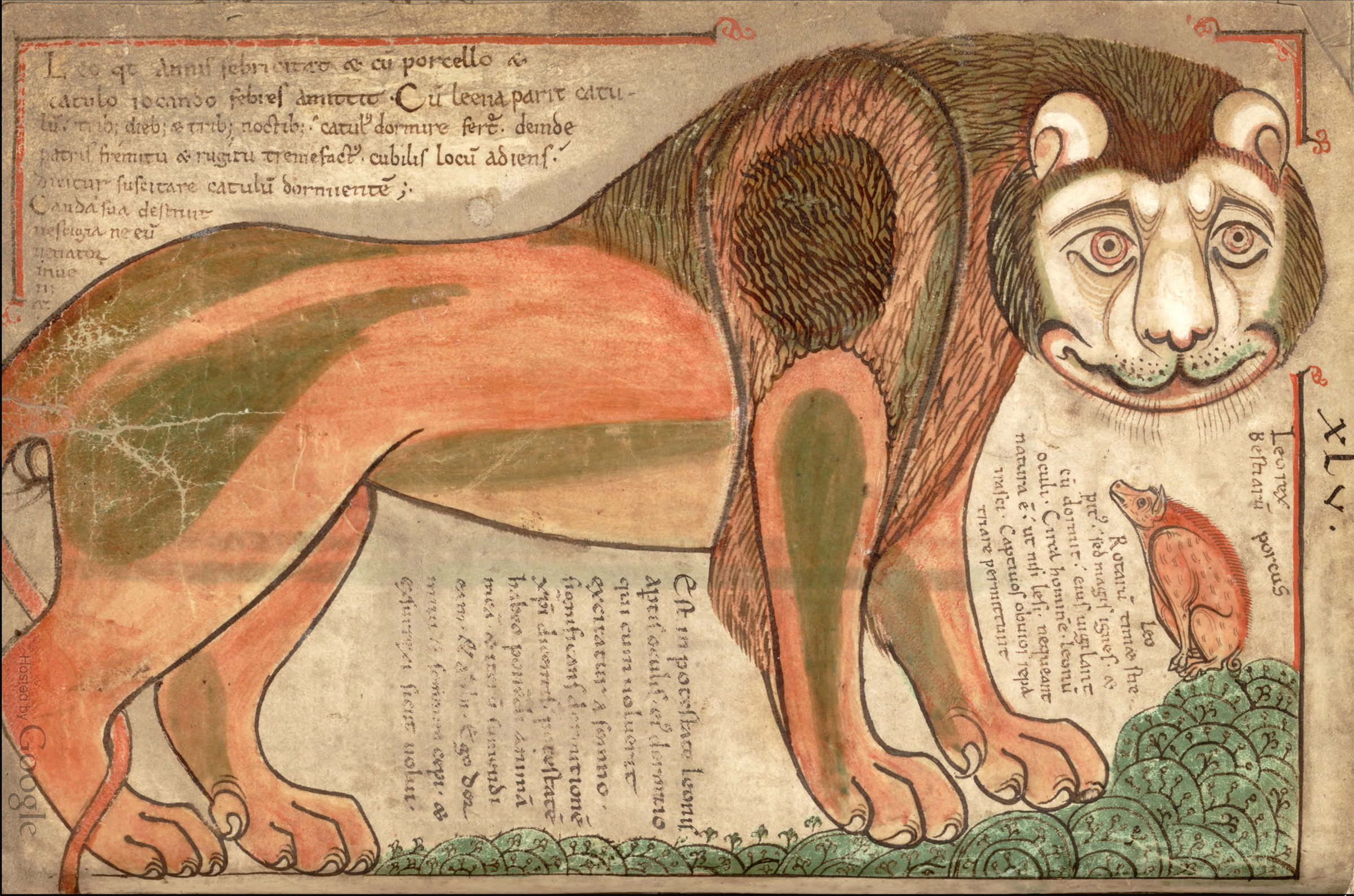
Le lion ouvre le chapitre sur le bestiaire.

On sait peu de chose sur Lambert, sinon qu'il était fils d'Onulphe et qu'il est mort en 1120. Son manuscrit contient plusieurs références au lieu où il vivait. Ainsi, la première image est celle de saint Audomar trônant sous l'inscription « Gloriosus Pontifex Audomarus » (« Glorieux évêque Audomar ») et, à la page suivante, une illustration représentant Lambert sous la forme d'un moine en train d'écrire, assis dans une stalle à l'intérieur d'un château qu'une inscription désigne comme celui de Saint-Omer (p. 29 du PDF).
Le scriptorium de Saint-Omer existait depuis 986, à l'abbaye bénédictine de Saint-Bertin, et il s'y était développé un savoir-faire et une tradition stylistique en matière d'illustration dont on trouve l'influence dans nombre d'illustrations de cet ouvrage.
Le manuscrit, dont le texte est écrit en « minuscule caroline tardive », contient de nombreuses corrections et ajouts en marge, avec des passages parfois découpés ou collés sur des feuillets séparés, ce qui permet de conclure qu'il s'agit très certainement d'une  copie de travail. Contrairement au caractère brouillon du texte, toutes les illustrations sont parfaitement achevées, prêtes à être reproduites. Par leur beauté, leur force et leur originalité, elles contribuent beaucoup à donner à cet ouvrage son caractère original et unique.
Toute une partie de la fin du manuscrit autographe est manquante, mais elle a été très précisément préservée dans les copies qui en ont été effectuées.

### Contenu

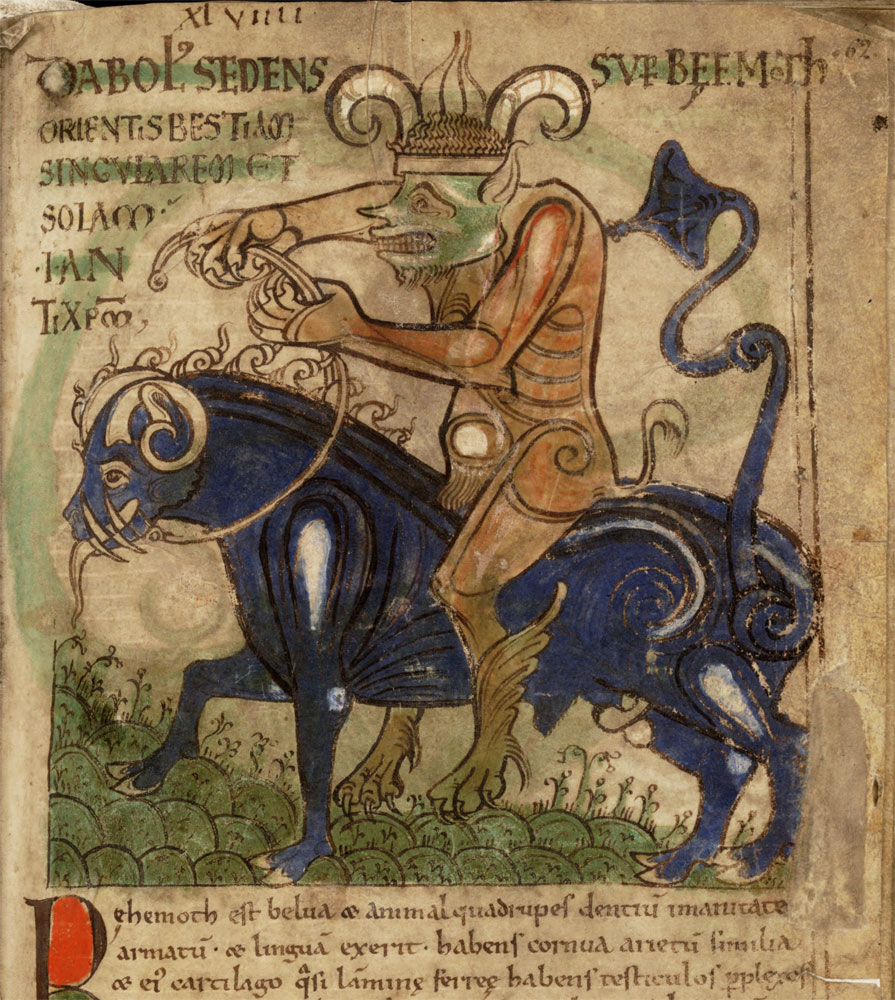
Le Diable (Google Books,)

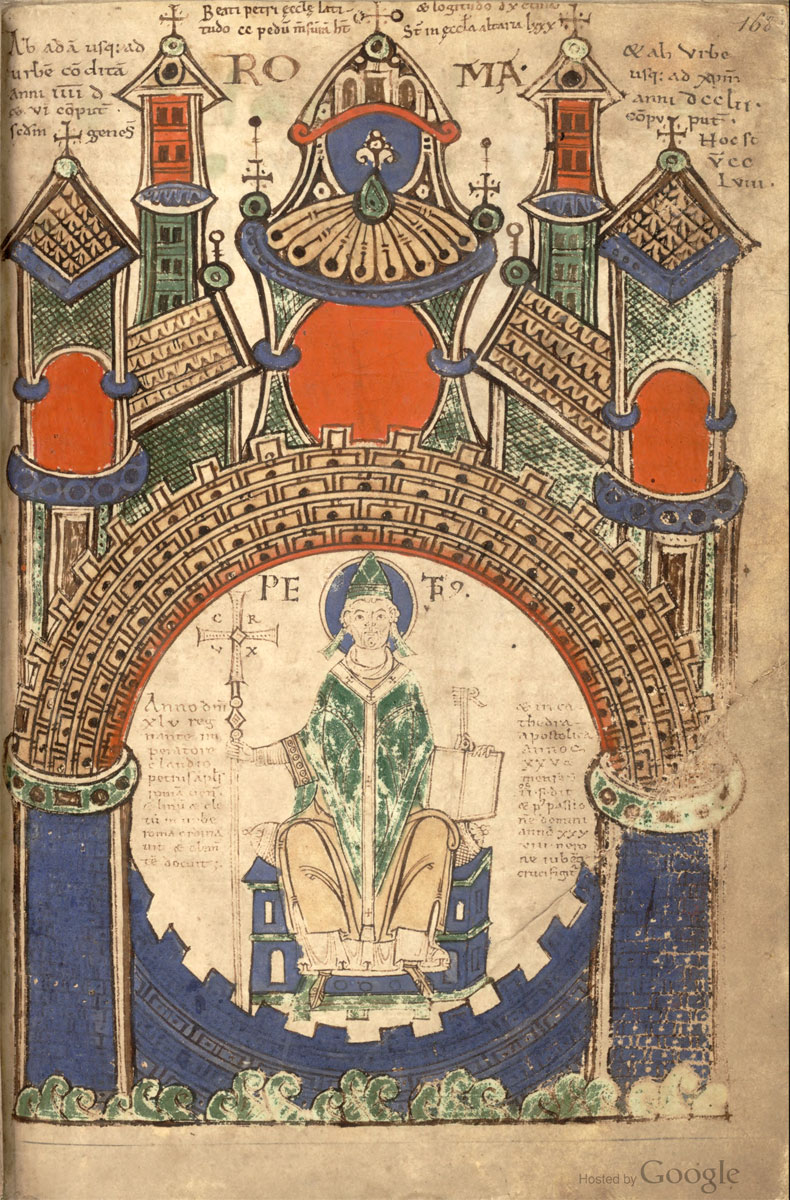
Le Pape

Il s'agit certes d'un ouvrage de littérature encyclopédique, car il vise à rassembler tout le savoir disponible au début du XIIe siècle. Comme c'est la norme à cette époque, Lambert ne se soucie pas de synthétiser des domaines du savoir, mais se contente de recopier des livres ou des extraits qu'il a trouvés intéressants et qu'il juge utile de mettre à la disposition du clergé, alors principal détenteur du savoir. À la différence d'Isidore de Séville, il ne prend aucune distance critique vis-à-vis de ses sources et ne recherche pas la concision. « Lambert voit l’encyclopédie comme une prairie céleste où les fleurs de la littérature s’épanouissent ensemble pour séduire les lecteurs par leur douceur. »
L'encyclopédie compte 161 chapitres. L'histoire du monde et les récits historiques occupent une place de choix. Lambert reprend des sections d'ouvrages antérieurs sur l'histoire des Juifs, l'histoire romaine, la vie d'Alexandre le Grand, la Chronique des rois d'Angleterre, la Chronique des Francs, la chronique des tremblements de terre, la généalogie des rois de France, l'histoire du comté de Flandre, l'histoire de la première croisade, etc. On y trouve aussi une chronique universelle allant jusqu'en 1119 et diverses planches illustrant les six âges de l'humanité.
Il est aussi question du système solaire, de la Terre, des constellations, des fleuves, des villes, des pierres nobles, des plantes et des arbres, de l'arche de Noé, des lettres grecques, des nombres cardinaux et ordinaux, des signes du zodiaque, etc. Toutefois, les arts du langage —grammaire, dialectique et rhétorique— sont pratiquement absents. Rien non plus sur les réalités du monde antique : pas un mot sur le théâtre, les tavernes, les chariots ou le soufflage du verre. 
Ayant un goût marqué pour le merveilleux, Lambert traite aussi des animaux sauvages et des animaux fabuleux: cynocéphale, sirène, onocentaure, satyres, dragons, etc. Il s'intéresse aussi beaucoup aux méthodes de divination, aux présages miraculeux et aux relations entre microcosme et macrocosme, toutes questions qui étaient prudemment ignorées par Isidore de Séville, encore trop près du paganisme pour toucher à des sujets aussi dangereux. Par cela, tout comme par son intérêt pour l'histoire générale et locale, Lambert est typiquement de son époque.
Au fil du texte, Lambert accumule les listes : saints du calendrier, noms des papes, des rois, des peuples, des poètes, des fondateurs de ville, des catégories d'anges, des arbres, des animaux, des degrés de consanguinité, etc. Tous les critiques ont souligné l'absence d'organisation cohérente, comme si l'auteur avait ajouté à son manuscrit en fonction de ses lectures et intérêts du moment, sans plan préalable.

### Illustrations

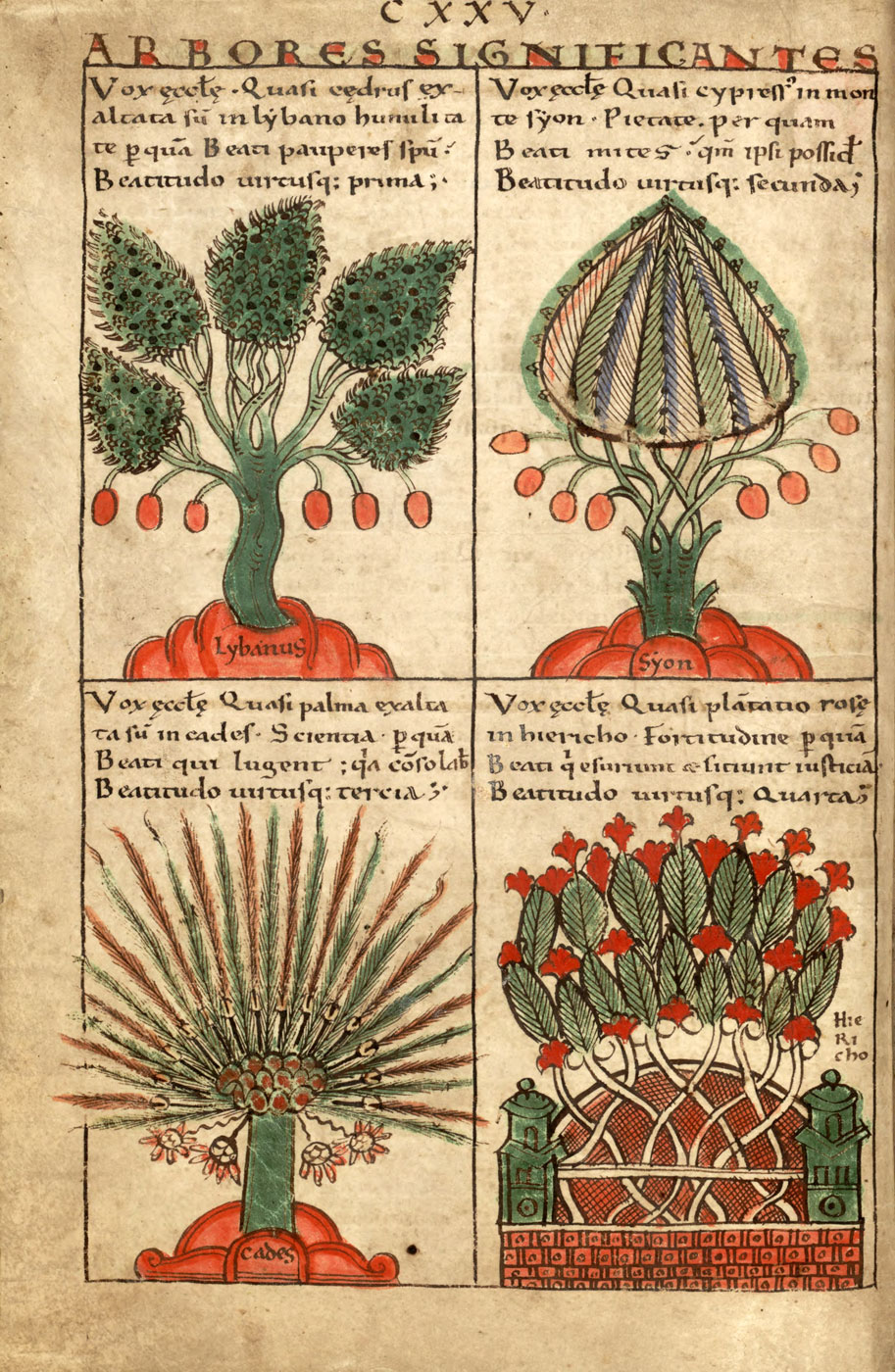
Arbres symbolisant les Béatitudes : cèdre du Liban, cyprès, palmier, rosier

Les illustrations contribuent pour beaucoup à l'intérêt de ce manuscrit. Doté d'un remarquable talent artistique, Lambert a recours à une illustration dès qu'il aperçoit la possibilité de traduire visuellement une information et il arrange alors les éléments textuels dans les blancs laissés par l'image. Ainsi, la liste des peuples du monde est donnée à l'intérieur d'une carte de la Terre en forme de cercle et divisée en trois parties, correspondant aux continents connus à l'époque –Asie, Europe, Afrique (p. 42) – et pointant vers l'est conformément au symbolisme de la rose des vents alors en vigueur. La page suivante présente un autre cercle, divisé en six parties, correspondant aux six âges de l'humanité : avant et après le déluge, les Assyriens, les Juifs, les rois grecs et romains avant Jésus-Christ, les empereurs romains et mérovingiens. De nombreuses illustrations exigent que le lecteur s'investisse dans une manipulation physique, et fasse pivoter le livre pour pouvoir lire le texte inscrit dans une roue, tout en incitant à rechercher une adéquation entre le texte et l'image, qui est souvent allégorique. On trouve ce même impératif de manipulation physique dans l'image du lion, d'une force remarquable, placé à l'italienne, à l'ouverture du chapitre sur le bestiaire copiée d'Isidore de Séville.
Une étude détaillée de l'ensemble des illustrations permet de conclure que Lambert aurait copié certaines de ses images à partir de sources multiples, ce qui expliquerait les grandes différences de style. C'est le cas notamment des figures des constellations (folios 88 à 91), probablement copiées d'un manuscrit du IXe siècle ou du Xe siècle. Toutefois, bien des images sont manifestement des créations originales, comme celles des arbres des vertus et des vices (folios 231 et 232), celle du seigneur avec l'agneau et les quatre éléments (folio 88) ou encore celle du folio 253 (p. 526). 
Surtout, même s'il reprend des illustrations anciennes, Lambert leur donne une valeur symbolique apte à illustrer des valeurs morales : là où Raban Maur tentait sans grand succès d'allégoriser Isidore de Séville, les artistes du XIIe siècle réussissent à créer les premières véritables illustrations chrétiennes d'un savoir encyclopédique. Ainsi, Lambert représente chacune des huit Béatitudes par un arbre (cèdre du Liban, cyprès, palmier, rosier, olivier, platane, térébinthe, vigne), se montrant en ce domaine beaucoup plus systématique que ses prédécesseurs(images ci-joint). En proposant ces équivalences symboliques, Lambert invite le lecteur à trouver une adéquation entre deux ordres de réalité très éloignés l'un de l'autre. L'exigence de manipulation mentale qu'impose l'allégorie fait pendant aux exigences de manipulation physique.
Lambert innove aussi en traduisant visuellement des sujets qui n'avaient jamais été traités auparavant. C'est le cas des treize illustrations de scènes de l'Apocalypse tout comme de celle de l'Antéchrist assis sur le monstre Léviathan : de telles images étaient absentes des encyclopédies antérieures, qui semblent étrangement païennes en comparaison de celle-ci. L'eschatologie et la peur des fins dernières étaient effectivement devenus un élément essentiel dans la doctrine chrétienne de l'époque. En cela, Lambert était un pionnier, et il inspirera le remarquable Hortus deliciarum de l'abbesse alsacienne Herrade de Landsberg.

Ms de Gand
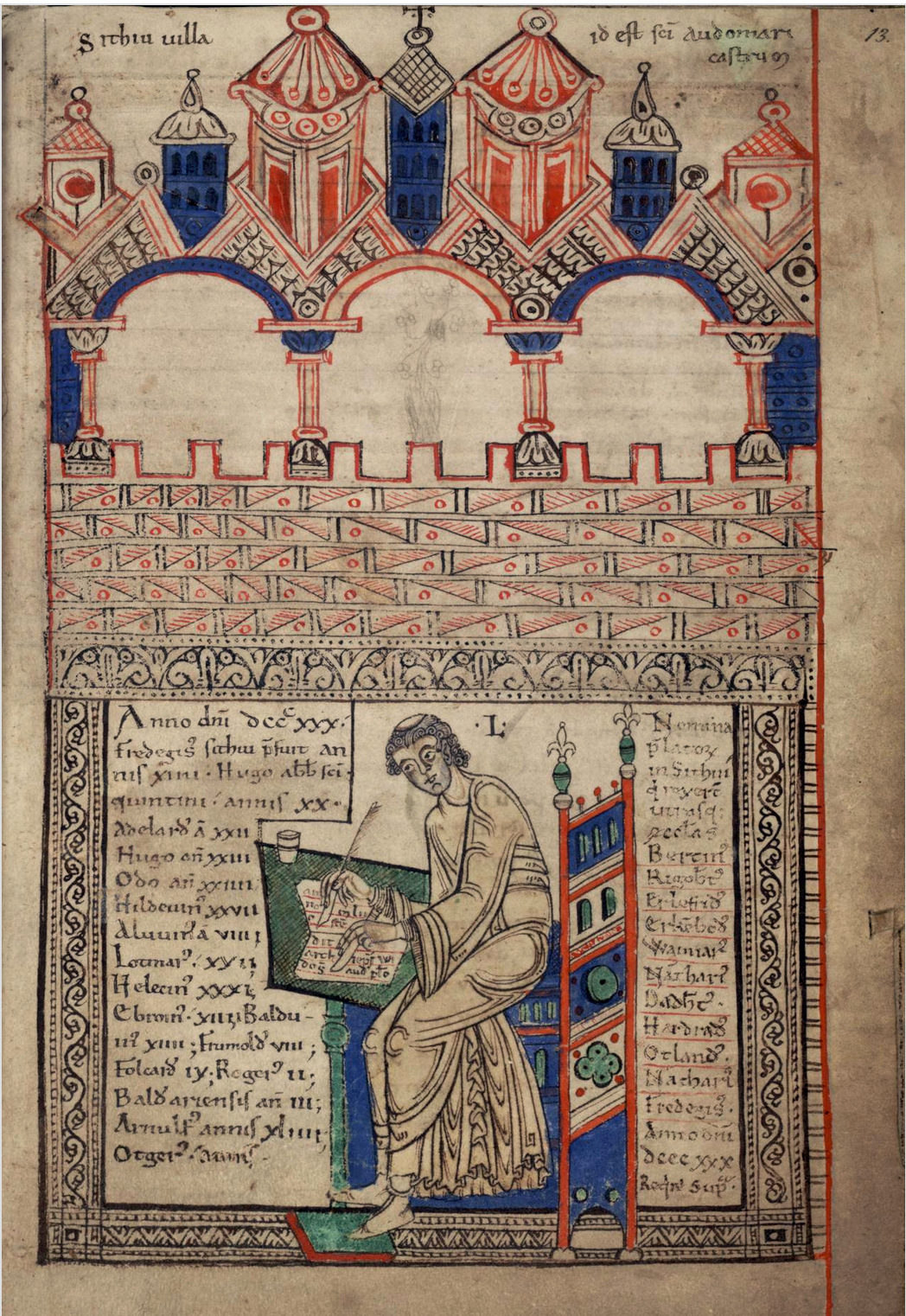
Page préliminaire du Liber floridus (1120). Université de Gand.
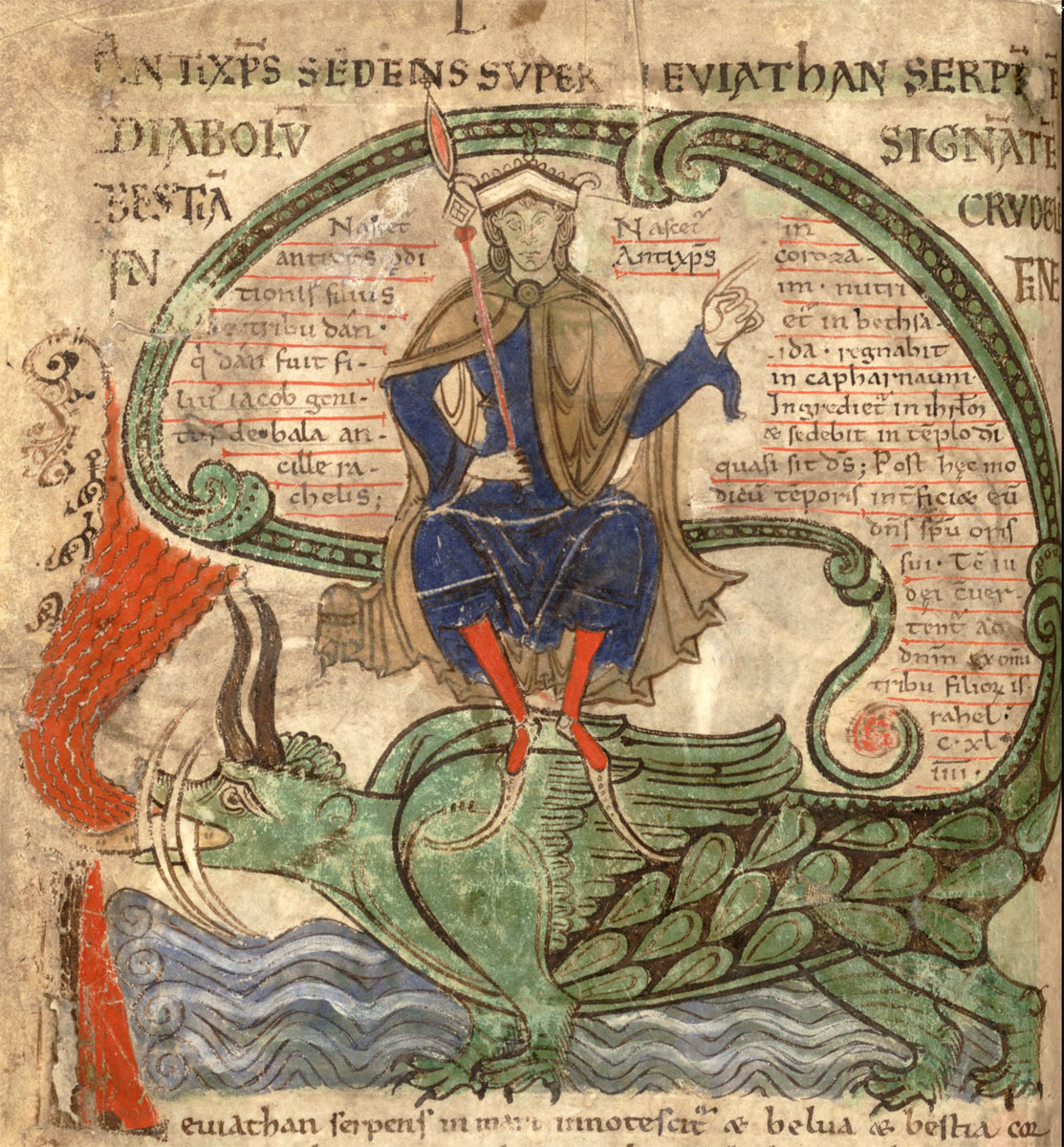
L'Antéchrist assis sur le Léviathan (fo 50)
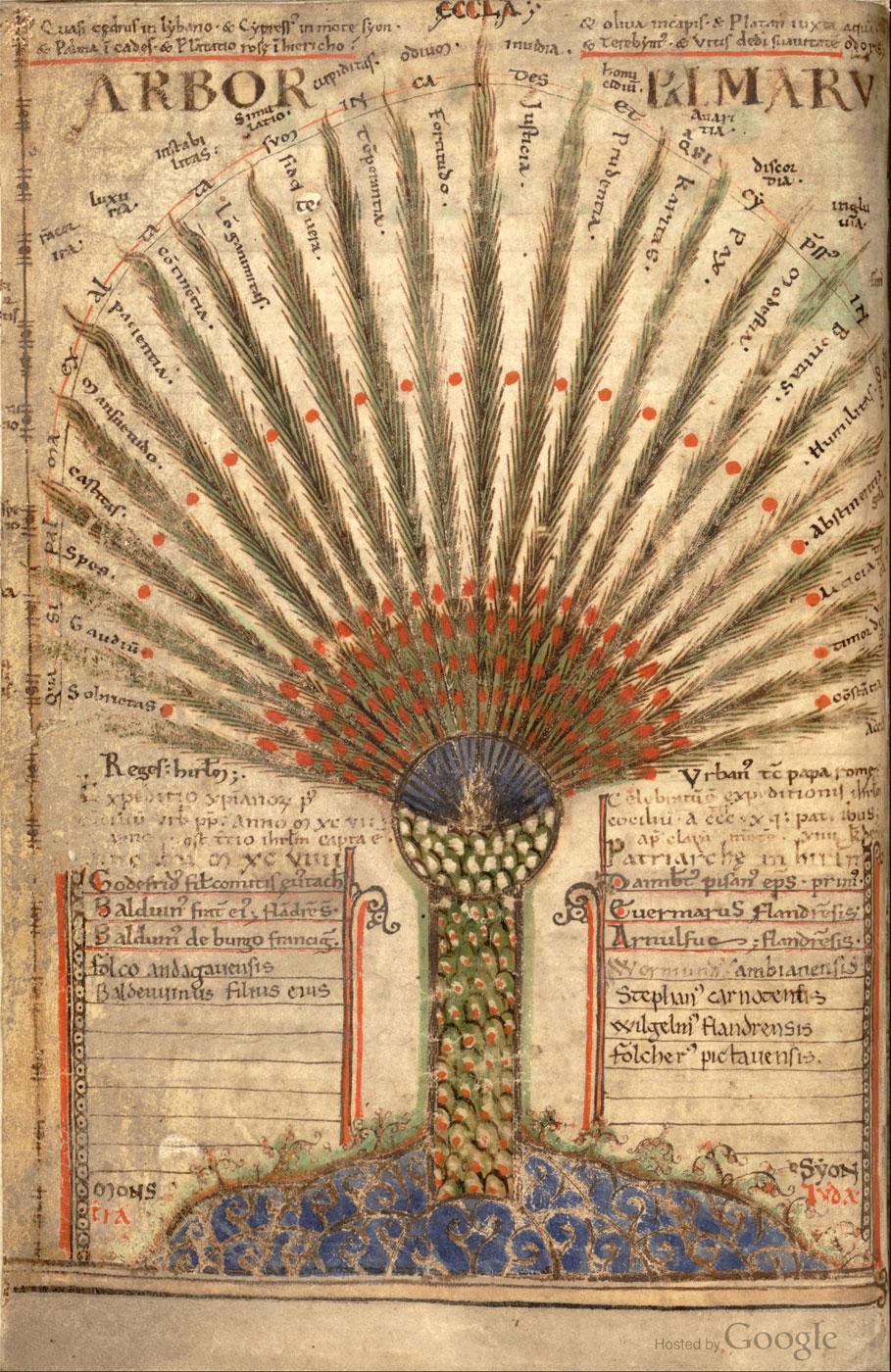
Palmier des vertus et des vices correspondants (fo 70)
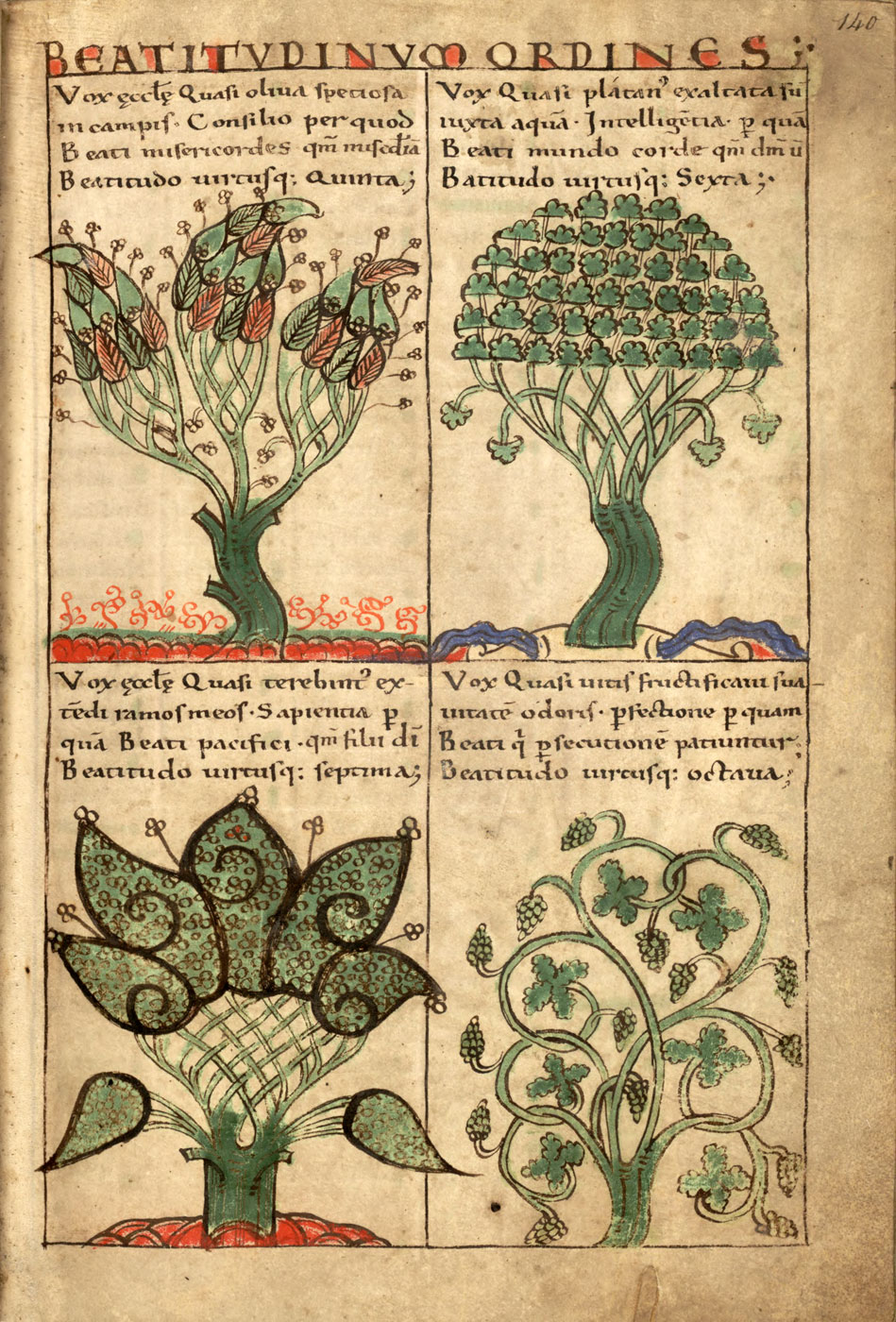
Arbres symbolisant les Béatitudes : olivier, platane, térébinthe, vigne  (fo 125)

### Sources de Lambert
En tant que chanoine de la cathédrale de Saint-Omer, Lambert avait à sa disposition une bibliothèque très bien fournie, la région de Saint-Omer faisant alors partie du comté de Flandre, dont l'économie était florissante.
Pratiquant « une compilation cumulative », il entasse des extraits qui souvent se répètent, se contentant parfois de recopier un extrait de quelques lignes. Il aurait ainsi puisé dans quelque 192 œuvres : Isidore de Séville, Martianus Capella, Flavius Josèphe, Orose, Bède le Vénérable, Grégoire de Tours, Raban Maur, Urbain II, Augustin d'Hippone, Damase Ier, Hildebert, Jérôme, Haimon d'Halberstadt, Amalaire et Fréculf de Lisieux. Il recopie même des auteurs contemporains tels Anselme de Cantorbéry, mort en 1109, Odon de Cambrai, mort en 1113, Petrus Pictor et Gilbert Crispin, mort en 1114. Les sources ne sont mentionnées que dans un cinquième des cas.

## La copie de 1260 (BNF)
Cette copie réalisée vers 1260 par un scribe professionnel est beaucoup plus soignée que l'autographe original, mais elle présente aussi de nombreuses divergences avec celui-ci en ce qui concerne l'organisation du manuscrit. Les 161 chapitres ont été redistribués et, par voie de conséquence, la numérotation de ceux-ci a disparu, ce qui rend la comparaison entre les deux manuscrits assez difficile.
Les illustrations du manuscrit autographe ont généralement été copiées avec un grand respect des originaux, mais elles ont été jugées comme « artistiquement supérieures ». Ces « copies créatives » sont particulièrement remarquables dans les manuscrits de Paris et de Wolfenbüttel qui sont « les créations les plus impressionnantes de la miniature de la fin du roman et du début du gothique ». Dans un souci de pertinence, certaines cartes ont été mises à jour, telle la carte du monde (galerie ci-dessous), qui aurait été composée vers 1150. Les illustrations à saveur locale, comme celles d'Audomar et de Lambert, ont été omises.

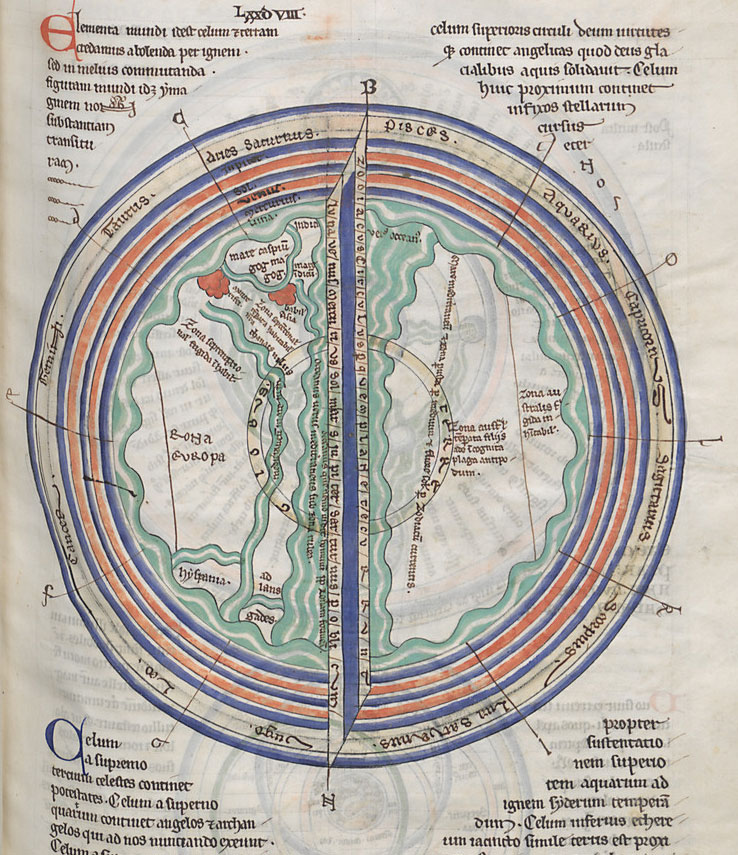
Carte du monde et du zodiaque (BNF, p. 123)
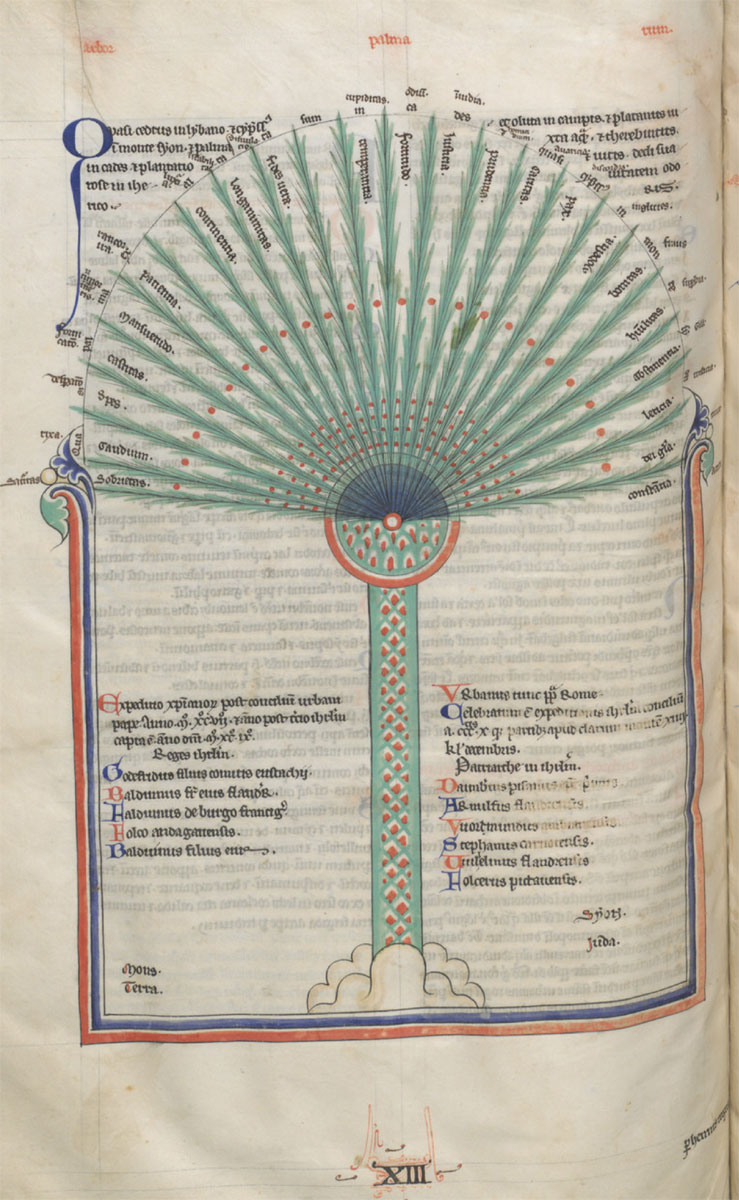
Palmier des vertus et des vices (BNF, p. 300)
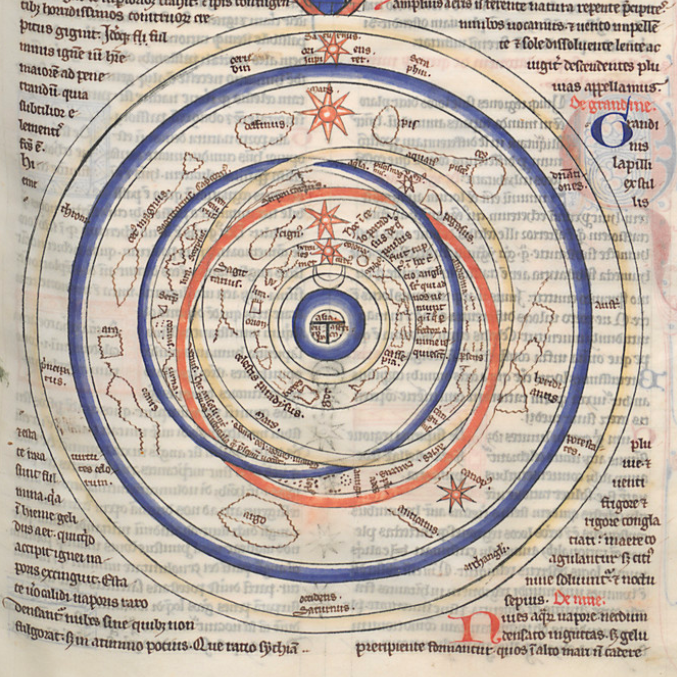
Système solaire avec la Terre au centre (BNF, p. 129)
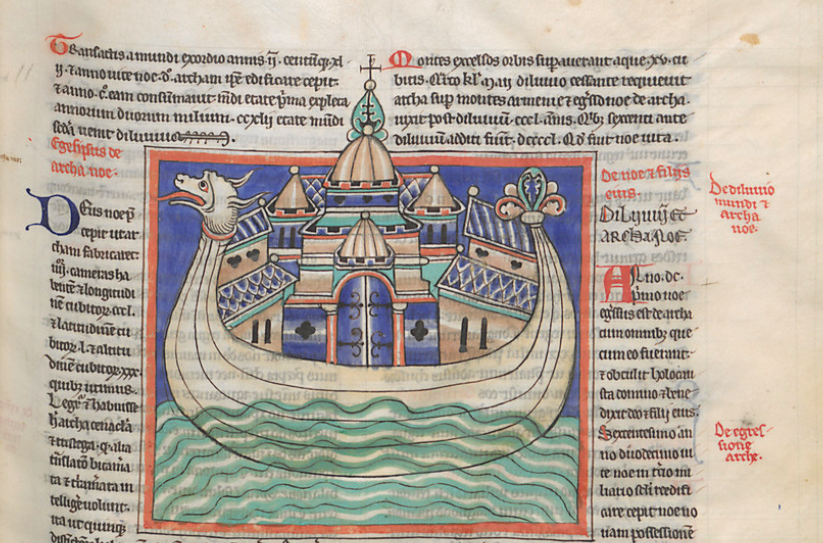
Arche de Noé (BNF, p. 113)

## Les manuscrits

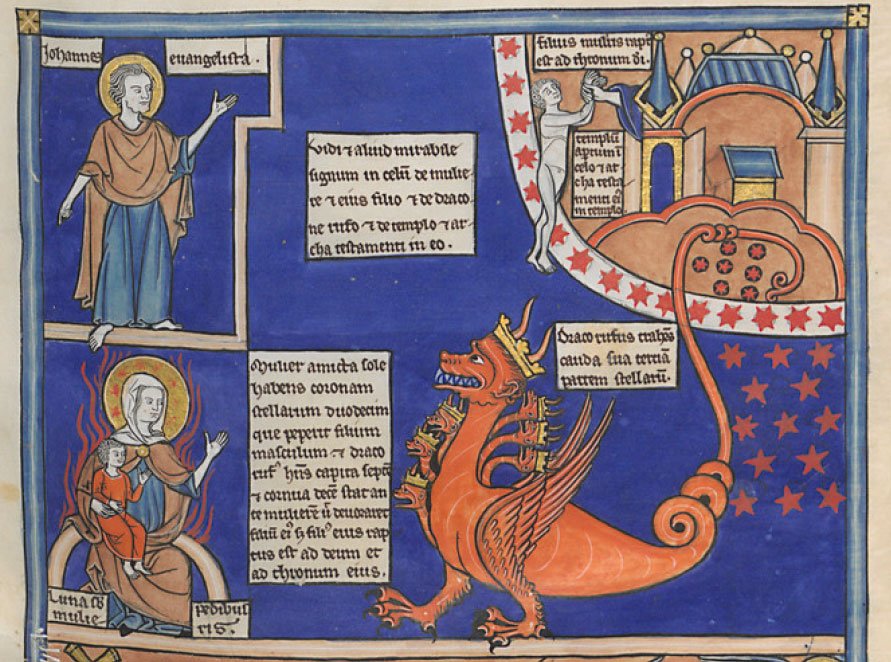
Illustration de l'Apocalypse, verset XII,1 (BNF, fol. 39)

L'original est à Gand, Ms. 92 Rijksuniversiteit. Il a été numérisé par Google Books dans un fichier PDF de 605 pages (Lien). Neuf copies de ce manuscrit nous sont parvenues, dont sept sont illustrées. Ce sont les suivantes :
- Wolfenbüttel, Ms. Gud. Lat. 2°I (4305), dernier quart du XIIe siècle. Lien.
- Paris, Bibliothèque nationale, Ms. Lat. 8865, vers 1260. Conservé à la BNF, ce manuscrit de 550 pages a été numérisé et rendu librement accessible en avril 2011 (voir Liber floridus).
- Leyde, Ms. Voss. Lat. fol. 31, vers 1300.
- Gênes, Librairie du marquis Durazzo Pallavicini, Ms. B IX 9, vers 1460.
- Chantilly, musée Condé, Ms. 724, daté de 1460.
- La Haye, Bibliothèque royale KB, Ms. 72A23, vers 1460.
- La Haye, KB, Ms. 128C4, daté de 1512 : traduction française intitulée Le Livre fleurissant en fleurs, réalisée pour Philippe de Clèves, Sgr de Ravenstein et d’Enghien[17].